# ウィーンの歴史年表
この記事はオーストリアの都市、ウィーンの歴史の年表である。

## 18世紀まで
- 紀元前1000年紀：ヴィンドボナの建設。
- 180年：ローマ皇帝マルクス・アウレリウスがヴィンドボナで死去。
- 881年：バイエルン人とハンガリー人が都市「ヴェニア」で初の戦闘（ウィーンに言及した最初の史料）。
- 1030年：ハンガリー人がウィーンを包囲・攻城。
- 1155年
  - オーストリア大公ハインリヒ2世がウィーンを首都と定める。
  - ショッテンシュティフト修道院の設立。
- 1160年：シュテファン大聖堂の建設。
- 1221年：ウィーン市が互市強制権(Stapelrecht)を獲得。
- 1278年：都市法(city charter)を承認される。
- 1280年：ヤンス・デア・エニケル（孫のヤンス）が初のウィーン都市史の歴史書『諸侯の本』(Fürstenbuch)を著す。
- 1349年：アウグスティーナー教会の献堂（創立）。
- 1365年：ウィーン大学が開学。
- 1421年：ユダヤ人の追放。
- 1482年：ヨハン・ヴィンターブルガーが印刷printing pressを設立。
- 1485年：ハンガリー王国がウィーンを包囲・攻城。
- 1515年：第一回ウィーン会議（ウィーン諸侯会議）の開催。
- 1529年：トルコがウィーンを包囲・攻城（第一次ウィーン包囲）。
- 1556年：神聖ローマ皇帝フェルディナント1世の下、ウィーンが神聖ローマ帝国の首都となる。
- 1598年：ドナウ運河の整備。
- 1600年：メルヒオール・クレースルがウィーン司教に。
- 1643年：シェーンブルン宮殿の建設。
- 1668年7月：チェスティのオペラ「金の林檎」の初演。
- 1679年：ウィーンでペストが流行。
- 1683年：トルコがウィーンを包囲・攻城（第二次ウィーン包囲）。
- 1684年：コルシツキーのコーヒーハウスが営業開始。
- 1692年：ウィーン美術アカデミーの創立。
- 1703年：リヒテンシュタイン宮殿の建設。
- 1704年：郊外城壁(Linienwall)の建設。
- 1709年：ケルントナートーア劇場の開場。
- 1713年：ペストが流行。
- 1718年：ウィーン陶器製造所の設立。
- 1724年：人口15万人。
- 1735年：スペイン乗馬学校の開校。
- 1741年：ブルク劇場の開場。
- 1762年：グルックのオペラ「オルフェオとエウリディーチェ」の初演。
- 1765年
  - シェーンブルン動物園の開園。
  - アルタリア出版社の設立。
- 1766年：ウィーン・プラーター遊園地がオープン。
- 1770年：チェス競技がシェーンブルン宮殿に伝わる。
- 1772年：フライウング広場のクリスマス市場が始まる。
- 1786年
  - デーメル製菓店が開業。音楽愛好家協会「アソツィイールテン協会」(Gesellschaft der Associierten)の設立。
  - 5月1日：モーツァルトのオペラ「フィガロの結婚」の初演。
- 1790年：人口20万人。
- 1791年9月30日：モーツァルトのオペラ「魔笛」の初演。
- 1792年：シュヴァイクホーファー・ピアノ製作所の設立。
- 1800年4月2日：ベートーヴェンの交響曲第1番の初演。

## 19世紀
- 1805年
  - 5月23日：ベートーヴェンのオペラ「フィデリオ」の初演。
  - 11月13日：ナポレオンによる占領。
- 1808年12月22日：アン・デア・ウィーン劇場でベートーヴェンの交響曲第5番「運命」、交響曲第6番「田園」、合唱幻想曲、ピアノ協奏曲第4番の初演。
- 1809年：アスペルン・エスリングの戦い。
- 1814年
  - ウィーン会議。
  - 音楽出版社、C.F.ペータースが創業。
- 1824年5月7日：ベートーヴェンの交響曲第9番「合唱付き」の初演。
- 1829年：レオポルディーネ協会の結成。
- 1832年：ウィーン菓子名物「ザッハートルテ」の開発。
- 1842年
  - オーストリア南部鉄道が開通。
  - ウィーン・フィルハーモニー管弦楽団（フィルハーモニー・アカデミー）の結成。
- 1847年：オーストリア学術アカデミーの創設。
- 1848年：ウィーン蜂起（3月革命）。
- 1850年
  - 市中心部（第1区・インネレシュタット）の外へ市域が拡大。
  - 人口551,300
- 1858年：リング通り（環状通り、リングシュトラーセ）の建設・整備。
- 1864年：新聞紙「ノイエ・フライエ・プレッセ」が出版開始。
- 1869年：ウィーン宮廷歌劇場（現在のウィーン国立歌劇場）の杮落し。
- 1870年：コンサートホール「ムジークフェライン」の杮落し。
- 1873年
  - ウィーン万博の開催。
  - カフェ・ラントマン、ホテル・インペリアルが営業開始。
- 1874年：ヨハン・シュトラウスのオペラ「こうもり」の初演。
- 1875年：ドナウ川の洪水対策・整備事業。
- 1876年
  - ウィーン美術アカデミーの校舎の建設。
  - ホテル・ザッハーが営業開始。
  - カフェ・ツェントラルが営業開始。
- 1878年：ナタニエル・ロートシルト宮殿の建設。
- 1879年：オーストリア地質調査局の開設。
- 1880年：カフェ・シュペルルが営業開始。
- 1881年：最高裁判所の設置。
- 1882年：シェーンブルン植物園(Palmenhaus Schönbrunn)がオープン。
- 1884年：アルベルト・ロートシルト宮殿の建設。
- 1885年：ゴルトシャイダー陶磁器製作所、マヨリカ製作所の設立。エーデルラウテ・アルペン協会（ハイキングクラブ）の結成。
- 1886年：ヘルメスヴィラ(Hermesvilla)の建設。
- 1887年：ウィーン市歴史博物館の設立。
- 1889年：ウィーン市古文書館の開設。
- 1890年：市域の拡大。
- 1891年：ウィーン美術史博物館がオープン。
- 1894年：ロートシルト（ロスチャイルド）宮殿(Prinz-Eugen-Straße)の建設。
- 1897年
  - プラーター観覧車がオープン。
  - ウィーンの芸術グループ「分離派」の結成。
- 1898年
  - ウィーン都市鉄道(Wiener Stadtbahn)が営業開始。
  - 分離派会館の建設。
- 1899年
  - フロイトの著作「夢判断」の出版。
  - 雑誌「ファッケル」の出版開始。
- 1900年：人口1,769,137人。

## 20世紀

### 20世紀前半
- 1901年：ウニヴェルザール出版社が営業開始
- 1902年 
  - フロイデナウ船着場の設置
  - フランツィシェク・トシェシュニエフスキがレストランをオープン
- 1903年
  - クーヘラウ船着場の設置
  - 芸術家グループ「ウィーン工房」(Wiener Werkstätte)の結成
- 1904年
  - フロリツドルフ区を追加・新設
  - カフェ・コルプが営業開始
- 1908年：ウィーン精神分析協会の結成
- 1910年：人口2,031,000人
- 1912年：アスペルン飛行場が開場
- 1913年
  - 2月23日：シェーンベルクの「グレの歌」の初演
  - ウィーン市長リヒャルト・ヴァイスキルヒナー
- 1915年4月：中欧社会党会議がウィーンで開催
- 1916年11月30日：フランツ・ヨーゼフ1世の葬儀
- 1918年：「赤いウィーン」時代(Rotes Wien)が始まる
- 1919年 
  - ラインツ動物園の開園
  - ウィーン市長ヤーコプ・ロイマン
- 1920年：オーストリア国立図書館の開設
- 1921年
  - 「精神サークル」(Geistkreis)のセミナーが始まる
  - オーストリア連邦庭園の開設
  - 第二半インターナショナルがウィーンで結成
- 1923年
  - ウィーン市長カール・ザイツ
  - ファイドン・プレス(Phaidon Press)が歴史書・美術書出版社として営業開始
- 1925年：映画館「コロッセウム」が営業開始
- 1929年：オーストリア・ブリッジ連盟の結成（ブリッジはトランプゲームのこと）
- 1931年：エルンスト・ハッペル・スタジアムの開場
- 1934年：ウィーン市長リヒャルト・シュミッツ
- 1938年 
  - ナチスドイツへオーストリア併合
  - ウィーン市長ヘルマン・ノイバッハー
  - 市域の拡大
- 1940年：ウィーン市長フィリップ・ヴィルヘルム・ユング
- 1941年：ユダヤ系、ウィーン敬虔者信心会(Kehal Adas Yereim Vien)の結成
- 1942年：第二次世界大戦、ウィーン空襲が始まる
- 1943年：ウィーン市長ハンス・ブラシュケ
- 1945年 
  - ウィーン攻勢
  - 連合国による占領
  - ウィーン市長ルドルフ・プリクリル、テオドール・ケルナー
  - ソビエト戦争記念碑（赤軍英雄記念碑）の建立

### 20世紀後半
- 1951年：ウィーン市長フランツ・ヨーナス
- 1954年 
  - ウィーン国際空港が開港
  - 洪水
- 1957年：国際原子力機関の事務局がウィーンに開設
- 1958年：フロイデナウ船着場橋（フロイデナウアー・ハーフェン橋）の建設
- 1959年
  - ウィーン博物館がオープン
  - 世界青年学生祭典の開催
- 1960年：オーストリア・メディアテーク（音響アーカイブ）がウィーンに開設
- 1961年：ウィーンで米ソ首脳会談
- 1962年：ウィーン近郊鉄道(S-Bahn、エス・バーン)が営業開始
- 1964年：オーストリア映画博物館の開設
- 1965年：ウィーン市長ブルーノ・マレク
- 1968年：オーストリア学術研究奨励基金の設立
- 1969年：OPEC（石油輸出国機構）の事務局がジュネーブ（スイス）からウィーンへ移転
- 1970年：ウィーン市長フェリックス・スラヴィーク
- 1973年：ウィーン市長レーオポルト・グラーツ
- 1976年：ウィーン地下鉄(U-Bahn、ウー・バーン)が営業開始
- 1979年：ウィーン・イスラムセンターの建立。ウィーン国際センター（国連シティー）の建設
- 1983年：ドナウ島祭典のスタート
- 1984年：ウィーン市長ヘルムート・ツィルク
- 1985年
  - ウィーン空港の襲撃事件
  - テクノロジー影響評価研究所の設立
- 1988年 
  - ノイエ・ドナウ（新ドナウ）運河の建設
  - 「インプルス・タンツ」（衝撃的ダンス）ウィーン国際ダンス祭典の開催
- 1990年：「進歩する博物館」(museum in progress)の結成
- 1992年：ヨーロッパ最大のエイズ・チャリティーイベント「ライフ・ボール」のスタート
- 1993年：世界人権会議の開催
- 1994年：ウィーン市長ミヒャエル・ホイプル
- 1995年：欧州安全保障協力機構の事務局の設置
- 1998年：アンドロメダ・タワーの建立
- 1999年：ミレニアム・タワーの建立
- 2000年
  - ウィーン市ウェブサイトが開設
  - ミシェク・タワーの建立

## 21世紀
- 2001年：IZDタワー、アレス・タワーの完成。
- 2003年：ライトハウス・ウィーンの開設。
- 2004年：サターン・タワーの完成。
- 2007年：欧州基本権機関の設立。
- 2008年
  - 世界原子力安全機関(World Institute for Nuclear Security)の事務所の設置。
  - サッカー・UEFAヨーロッパ選手権大会の開催。
- 2010年：ウィーン国立バレエ団(Wiener Staatsballet)の結成。
- 2011年：オットー・フォン・ハプスブルクの葬儀。
- 2014年：人口1,797,337人。